# Island Garden City of Samal
Island Garden City of Samal ist eine Stadt in den Philippinen. Der Name wird oft IGaCoS abgekürzt.
Die Stadt gehört zur Provinz Davao del Norte und liegt im Golf von Davao im Südosten der Insel Mindanao.
In vielen Küstenabschnitten werden Mangroven gepflanzt, die seit einigen Jahren unter Naturschutz stehen. Das sichert den Fischen neue Laichplätze, gibt Vögeln neue Brutgebiete und hilft den Küstenschutz zu verstärken.

## Geographie
Die Stadt Island Garden City of Samal besteht aus einer Gruppe von 9 Inseln im Golf von Davao. Sie befindet sich wenige Kilometer östlich von Davao City. Die größte der Inseln ihres Stadtgebietes heißt Samal Island, die zweitgrößte ist die Insel Talikud.
Das Gebiet ist insgesamt 12 km breit und 30 km lang und besitzt an ihrer 118 km langen Küstenlinie zahlreiche Beachresorts.
Der Puting Bato ist mit einer Höhe von 411,2 m über dem Meeresspiegel die höchste Erhebung der Insel.
Die gesamte Fläche des Stadtgebietes umfasst 301,3 km².

## Kultur und Sprache
Im Stadtgebiet sind die Dialekte Cebuano (Visayan), Tagalog und Samar vertreten.
Neben Einwanderern aus Luzon und den Visayas, lebt hier die einheimische Volksgruppe der Samar und es gibt einen nennenswerten muslimischen Bevölkerungsanteil.

## Wirtschaft
Auf den Inseln sind einige einheimische Industrien wie das Möbelhandwerk und Produktionsstätten für Haushaltswaren vertreten. Daneben gibt es viele Betriebe, die sich auf die Fabrikation von Spielsachen und Souvenirartikel spezialisiert haben.
Neben der Fischerei ist auch die Landwirtschaft in der Stadt vertreten.
Der Hauptwirtschaftsfaktor ist jedoch der Tourismus. Neben mehr als 60 Beachresorts, das bekannteste und sehenswerteste ist das Pearl Farm Beach Resort, gibt es eine Reihe von weiteren Attraktionen: Fledermaushöhle, Delphinsichtungen, Bergtouren und Mountainbiking, Tauchen etc.
Durch seine zahlreichen Korallenriffe ist die Inselstadt zudem ein Paradies für Taucher und Schnorchler.

## Baranggays
Island Garden City of Samal ist politisch in 46 Baranggays (Ortsteile) untergliedert.
| - Adecor - Anonang - Aumbay - Aundanao - Balet - Bandera - Caliclic (Dangca-an) - Camudmud - Catagman - Cawag - Cogon - Cogon (Talicod) - Dadatan - Del Monte - Guilon - Kanaan | - Kinawitnon - Libertad - Libuak - Licup - Limao - Linosutan - Mambago-A - Mambago-B - Miranda (Pob.) - Moncado (Pob.) - Pangubatan (Talicod I) - Peñaplata (Pob.) - Poblacion (Kaputian) - San Agustin - San Antonio | - San Isidro (Babak) - San Isidro (Kaputian) - San Jose (San Lapuz) - San Miguel (Magamono) - San Remigio - Santa Cruz (Talicod II) - Santo Niño - Sion (Zion) - Tagbaobo - Tagbay - Tagbitan-ag - Tagdaliao - Tagpopongan - Tambo - Toril |

## Geschichte
Am 8. Juli 1948 wurde Samal durch den Executive Order Nr. 151, unterzeichnet von Präsident Elpidio Quirino, in den Stand einer Gemeinde erhoben. Später teilte sich die Insel in drei unabhängige Gemeinde auf: Samal, Babak & Kaputian.
Samal wurde im Jahr 1998 schließlich durch den Republic Act Nr. 8472 zur Stadt ernannt. Durch diese Ernennung wurden die drei Verwaltungsgemeinden Samal, Babak und Kaputian wieder zu einer einzelnen Verwaltungseinheit zusammengefasst. Das Gesetz trat durch die Ratifizierung der Einwohner am 7. März 1998 in Kraft.
Der offizielle Name ist seither „Island Garden City of Samal“.

## Sehenswürdigkeiten
- Die Insel Big Ligid
- Der Coral Garden Marine Park
- Der Mount Puting Bato
- Die Hagimit Fälle
- Die Baga Höhlen
- Der Samal Island Mariculture Park
- Das Pearl Farm Beach Resort
- Precious Garden of Samal
- Fledermaushöhle (batcave)
- Verschiedene andere Beachresorts auf Samal Island